# غنيمون جبلي
جنتوم جبلي (الاسم العلمي:Gnetum montanum) هي نوع من النباتات يتبع جنس الجنتوم من فصيلة الجنتوية.